# Ivan Galamian
Iván Aleksándrovich Galamián (Tabriz, Irán, 23 de enero de 1903 – Nueva York, Estados Unidos,14 de abril de 1981) fue un influyente profesor de violín armenio del siglo XX. 

## Biografía
Nació en Tabriz, Persia (hoy Irán), en una familia armenia que pronto emigró a Moscú. Galamián estudió violín en la Escuela de la Sociedad Filarmónica de Moscú con Konstantín Mostras (discípulo de Leopold Auer) hasta su graduación en 1919. Ese mismo año se traslada a París, tras la Revolución Bolchevique, y estudió privadamente con Lucien Capet, de 1922 a 1923, y en 1924 debutó en París. Pero debido a la combinación de nervios, salud y a su vocación por la enseñanza, Galamián finalmente abandonó los escenarios para dedicarse por completo a la enseñanza. Es nombrado miembro de la Facultad del Conservatorio Ruso de París donde impartió clases desde 1925 hasta 1929. Sus primeros alumnos en París incluyen a Paul Makanowitzky y a Vida Reynolds, quien se convertiría en la primera mujer en la sección de violines primeros de la Orquesta de Philadelphia.
En 1936, Galamián se traslada permanentemente a Estados Unidos. En 1941, contrae matrimonio con Judith Hohnson en la ciudad de Nueva York. En 1944, funda la Escuela de Verano Meadowmount para Violín en Westport, Nueva York. A partir de ese mismo año comenzó a impartir clases de violín en Curtis Institute of Music, y en 1946 fue elegido jefe del departamento de violín de la Juilliard School. Escribió dos métodos para violín, Principles of Violin Playing and Teaching (1962) y Contemporary Violin Technique (1962). Galamián en su nuevo enfoque aunó los aspectos técnicos de la escuela rusa y francesa.
Sus asistentes más destacados, posteriormente reconocidos por sus propios méritos, fueron Margaret Pardee, Dorothy DeLay, Sally Thomas, Pauline Scott, Robert Lipsett, Lewis Kaplan, David Cerone, y Elaine Richey.
Galamián recibió los siguientes honores:
- Doctorado honorífico, Curtis Institute of Music
- Miembro honorario de la Royal Academy of Music, Londres
- Título honorífico, Oberlin College
- Premio Master Teacher, American String Teachers Association (asociación americana de maestros de cuerda)
- Título honorífico, Cleveland Institute of Music

### Cronología de la vida de Iván Galamián
- 1903 Nace en Tabriz, Persia (hoy Irán), el 23 de enero del calendario antiguo (5 de febrero del calendario actual)[1]
- 1904 La familia se muda a Moscú[2]
- 1919 Se gradúa, a los 16 años en la Escuela de la Sociedad Filarmónica de Moscú, donde fue discípulo del maestro Konstantín Mostras. Se traslada a París, donde estudia privadamente con Lucien Capet.[2]
- 1925-1929 Miembro de la facultad del Conservatorio Ruso de París.[2]
- 1937 Viaja por primera vez a Estados Unidos.[2]
- 1941 Contrae matrimonio con Judith Johnson en la ciudad de Nueva York.[2]
- 1944 Funda la escuela de Verano Meadowmount para violín en Westport, N.Y. (cerca de Elizabethtown); fue director de la escuela hasta su muerte en 1981.[2]
- 1944-1981 Facultad, Curtis Institute of Music, Filadelfia.[2]
- 1946-1981 Facultad, Julliard School of Music, Ciudad de Nueva York.[2]
- 1954 Doctorado Honorífico, Curtis Institute[2]
- 1965 Miembro honorario de la Royal Academy of Music, Londres.[2]
- 1966 Título honorífico, Oberlin College.[2]
- 1966 Premio Master Teacher, American String Teachers Association (Asociación Americana de maestros de cuerda).[2]
- 1968 Título honorífico, Cleveland College of Music.[2]
- 1981 Muere en la ciudad de Nueva York.[2]

## Alumnosnotables
- William Barbini
- Joshua Bell
- James Buswell
- Stuart Canin
- Skye Carman
- Jonathan Carney
- Jose Francisco del Castillo
- Charles Castleman
- Kyung-wha Chung
- Glenn Dicterow
- Ray Dotoratos
- Eugene Fodor
- Miriam Fried
- Erick Friedman
- Vincent Frittelli
- Gregory Fulkerson
- Herbert Greenberg
- Jan Mark Sloman
- Betty Jean Hagen
- Kaoru Kakudo
- Dong-Suk Kang
- Martha Strongin Katz
- Ani Kavafian
- Ida Kavafian
- Chin Kim
- Young Uck Kim
- Constantine Kiradjieff
- Jaime Laredo
- Isidor Lateiner
- Sergiu Luca
- David Montagu
- David Nadien
- Hermilo Novelo
- Brad Oviatt
- Itzhak Perlman
- Daniel Phillips
- Michael Rabin
- Gerardo Ribeiro
- Eugene Sarbu
- Berl Senofsky
- Ann Setzer
- Simon Standage
- Kate Stenberg
- Jim Sitterly
- Arnold Steinhardt
- Arve Tellefsen
- Sally Thomas
- Gwen Thompson
- Andor Toth
- Charles Treger
- Donald Weilerstein
- Pinchas Zukerman

## Publicaciones de Iván Galamián
- Bach, Concerto No. 1 (A Minor). New York: International Music Company, 1960.
- Bach, Concerto No. 2 (E Major). New York: International Music Company, 1960.
- Bach, Six Sonatas and Partitas for Solo Violin. New York: International Music Company, 1971. (Incluye facsímil de la partitura original de Bach)
- Brahms, Sonatas, Op. 78, 100, 108. New York: International Music Company.
- Bruch, Scottish Fantasy, Op. 46. New York: International Music Company, 1975.
- Conus, Concerto in E minor. New York: International Music Company, 1976.
- Dont, Twenty-four Etudes and Caprices, Op. 35. New York: International Music Company, 1968.
- Dont, Twenty-four Exercises, Op. 37. New York: International Music Company, 1967.
- Dvořák, Concerto in A minor, Op. 53. New York: International Music Company, 1975.
- Fiorillo, Thirty-six Studies or Caprices. New York: International Music Company, 1964.
- Galaxy Music Company, 1963 and 1966.
- Gaviniés, Twenty-four Studies. New York: International Music Company, 1963.
- Kreutzer, Forty-two Etudes. New York: International Music Company, 1963.
- Mazas, Etudes Speciales, Op. 36 Part 1. New York: International Music Company, 1964.
- Mazas, Etudes Brilliantes, Op. 36 Part 2. New York: International Music Company, 1972.
- Paganini, Twenty-four Caprices. New York: International Music Company, 1973.
- Rode, Twenty-four Caprices. New York: International Music Company, 1962.
- Saint-Saëns, Caprice, Op. 52, No. 6. New York: International Music Company.
- Sinding, Suite in A minor, Op. 10. New York: International Music Company, 1970.
- Tchaikovsky, Three Pieces, Op. 42. New York: International Music Company, 1977.
- Vivaldi, Concerto in A minor. New York: International Music Company, 1956.
- Vivaldi, Concerto in G minor, Op. 12, No. 1.  New York: International Music Company, 1973.
- Vivaldi, Concerto for Two Violins in D minor, Op. 3, No. 11. New York: International Music Company, 1964.
- Vivaldi, Concerto for Two Violins in A minor. Piccioli-Galamian,  New York: International Music Company, 1956.
- Vieuxtemps, Concerto No. 5 in A minor, Op. 37, New York: International Music Company, 1957.
- Wieniawski, Concerto No. 2 in D minor, Op. 22. New York: International Music Company, 1957.
- Wieniawski, Ecole Moderne, Op. 10. New York: International Music Company, 1973.

- Galamian (con Neumann), Contemporary Violin Technique, Part I, Scale and Arpeggio Exercises; Part II, Double and Multiple Stops. New York:
- Galamian, Principles of Violin Playing and Teaching. Ann Arbor: Shar Products Company